# Puchar Żeleńskiego
Puchar Żeleńskiego – pierwsze w historii zorganizowane rozgrywki piłkarskie (ale nie klubowe) przeprowadzone na ziemiach polskich.

## Historia
25 czerwca 1911 założono we Lwowie Związek Polski Piłki Nożnej (ZPPN), afiliowany przy Austriackim Związku Piłki Nożnej (niem. Österreicher Fußball Verband – ÖFV) i zrzeszający reprezentatywne – na ówczesne czasy – grono polskich klubów piłkarskich. Jego pierwszym prezesem wybrano profesora Ludwika Żeleńskiego, który wiosną 1912 r. zaproponował utworzenie pierwszych w historii zorganizowanych rozgrywek piłkarskich na ziemiach polskich. Wedle jego koncepcji miały one posiadać charakter zamknięty, bowiem brały by w nich udział wyłącznie reprezentacje dwóch najsilniejszych wówczas ośrodków piłkarskich Galicji: Krakowa i Lwowa (rozgrywki międzymiastowe), a spotkania między nimi planowano przeprowadzać cyklicznie – rok po roku (mecz, bądź mecz i rewanż). Najistotniejszym punktem regulaminu był zapis stanowiący, iż puchar jest przechodni, jednak wyłącznie do momentu, gdy jedna z drużyn zwycięży w trzech kolejnych pojedynkach (wówczas zdobywała go na własność, kończąc tym samym całą rywalizację). Organizatorem zmagań został ZPPN (zaś po odzyskaniu przez Polskę niepodległości kontynuowały je okręgowe związki piłkarskie w Krakowie i we Lwowie), a główne trofeum ufundował prezes Żeleński, od nazwiska którego nazwę wzięła impreza. Dopiero rok później zorganizowano pierwsze rozgrywki klubowe na ziemiach polskich – piłkarskie mistrzostwa Galicji.
Inauguracyjne spotkanie Pucharu Żeleńskiego odbyło się 2 czerwca 1912 w Parku Jordana, a reprezentacja Krakowa pokonała gości ze Lwowa 3:1 (dwa gole dla miejscowych strzelił Józef Kałuża). Puchar pozostał więc w „grodzie Kraka”, bowiem miasto to było ówczesną siedzibą władz ZPPN. W następnym meczu lepsi okazali się lwowianie (2:1), jednak dwie kolejne potyczki zakończyły się triumfami „krakusów” 7:0 (najwyższe zwycięstwo i najwyższy wynik w dziejach Pucharu Żeleńskiego) oraz 1:0. W ten sposób stanęli oni przed pierwszą szansą zdobycia trofeum na własność. Rywale dołożyli wszelkich starań, by kontynuować rywalizację i wygrali „u siebie” 3:1. Drugiego pojedynku w 1914 r. nie udało się już przeprowadzić, więc – jak się okazało – była to ostatnia potyczka przed pięcioletnią przerwą, spowodowaną wybuchem I wojny światowej. Rozgrywki wznowiono już w czasach II Rzeczypospolitej – 12 października 1919, a ponownie w Krakowie lepsi okazali się gospodarze 3:1. Podobnie zakończyła się pierwsza powojenna konfrontacja we Lwowie 16 maja 1920 (tym razem 2:4 dla gości). Od 1921 r. z powrotem rozgrywano po dwa spotkania w danym roku. W tym też 1921 r. po raz pierwszy zanotowano remis (1:1), natomiast w rewanżu 1923 r. jedyny raz nie padły gole. Zmagania zakończyły się 6 września 1925. Dzięki trzem bramkom Józefa Kałuży krakowianie pokonali bowiem we własnym mieście gości 3:2, triumfując po raz trzeci z rzędu i zdobywając trofeum na własność (w tym samym roku wygrali 2:1, a w 1924 r. 3:2).

## Zestawienie meczów
1912
- Kraków – Lwów 3:1 i 1:2

1913
- Kraków – Lwów 7:0 i 1:0

1914
- Lwów – Kraków 3:1

1919
- Kraków – Lwów 3:1

1920
- Lwów – Kraków 2:4

1921
- Kraków – Lwów 1:2 i 1:1

1922
- Kraków – Lwów 3:1 i 4:1

1923
- Lwów – Kraków 2:1 i 0:0

1924
- Kraków – Lwów 0:1 i 3:2

1925
- Kraków – Lwów 2:1 i 3:2
- Kraków zdobył Puchar Żeleńskiego

## Waza Żeleńskiego
Zakończenie zmagań o Puchar Żeleńskiego było jednocześnie końcem pewnej epoki (pionierskiej) w polskim futbolu. Najstarsza rodzima impreza piłkarska przez 13 lat swego trwania (z 5-letnią przerwą „wojenną”) zyskała olbrzymią popularność nie tylko wśród społeczności miast-uczestników, ale całej Galicji, a po odzyskaniu przez Polskę niepodległości – również kraju. Przypadła zresztą na nietypowy okres – rozpoczęła się przecież w czasie zaborów, a zakończyła już w odrodzonej ojczyźnie. Niekwestionowany prestiż Pucharu Żeleńskiego przyczynił się do powołania jeszcze zimą 1925 r. kolejnych rozgrywek – z identycznym regulaminem, będących niejako ich kontynuacją. Dla podkreślenia ciągłości tradycji nadano im nazwę – Waza Żeleńskiego. Z różnych przyczyn nie przeprowadzano ich już z taką regularnością, jak Pucharu Żeleńskiego, jednak cieszyły się one podobną estymą. Inauguracyjne spotkanie odbyło się 9 maja 1926 – tym razem we Lwowie – a zakończyło remisem 2:2. Już trzy dni później doszło do przewrotu majowego, który gruntownie zmienił życie międzywojennej Polski, również na polu sportowym. Na fali rozpoczętych wówczas zmian sanacyjnych zreformowano Polski Związek Piłki Nożnej (PZPN), a przy okazji obrany przez niego w 1919 r. system rozgrywek o mistrzostwo Polski, poprzez rozpoczęcie tworzenia nowoczesnej ligi. W tej sytuacji zmagania o Wazę Żeleńskiego zeszły na dalszy plan. Wznowiono je w 1929 r., czyli momencie gdy Liga Piłki Nożnej była już ciałem w pełni uznanym przez PZPN. To wówczas w Krakowie padł najwyższy wynik w historii Wazy Żeleńskiego (ale również najwyższy uwzględniając Puchar Żeleńskiego) – lwowianie zwyciężyli 7:5. Po kolejnym remisie 2:2 (w 1930 r.), rok później ponowna kanonada „pod Wawelem” – 5:4 dla gospodarzy, która okaże się początkiem końca całych rozgrywek. Przez następne trzy lata rywalizacji jednak nie prowadzono. Wrócono do nich w 1935 r. Najpierw „krakusy” pokonały lwowian na ich terenie 2:1, a 29 września 1935 – po ponownej wiktorii 3:1 (trzeciej z rzędu) – zdobyły na własność srebrne trofeum. Tak więc zarówno Puchar, jak i Waza – urodzonego w Krakowie Żeleńskiego – padły łupem jego krajanów.

### Zestawienie meczów
1926
- Lwów – Kraków 2:2

1929
- Kraków – Lwów 5:7

1930
- Lwów – Kraków 2:2

1931
- Kraków – Lwów 5:4

1935
- Lwów – Kraków 1:2 i 1:3
- Kraków zdobył Wazę Żeleńskiego